# Hombres reales
Real Men (en hangul, 진짜 사나이; romanización revisada, Jinjja sanai), es un programa de televisión surcoreano de telerrealidad emitido por MBC TV desde el 14 de abril de 2013 hasta el 27 de noviembre de 2016.
En el 2018 se anunció que el programa tendría una nueva temporada, la cual comenzaría sus filmaciones en julio del mismo año y sería conocida como "Real Men 300".

## Formato
El programa muestra a  celebridades masculinas a medida que se unen a las bases del ejército local y experimentan la vida en el ejército (el cual es obligatorio para todos los hombres coreanos durante dos años) bajo las órdenes de sargento y miembros del ejército. Posteriormente se realizó una edición femenina.

## Edición Hombres

### Main edition (1.ª temporada)
| Nombre                | Ocupación                            | Episodio donde aparece | Duración    |
| --------------------- | ------------------------------------ | ---------------------- | ----------- |
| Kim Su-ro             | Actor                                | -                      | 2013 - 2015 |
| Seo Kyung-suk         | Comediante                           | -                      | 2013 - 2015 |
| Sam Hammington        | Comediante                           | -                      | 2013 - 2015 |
| Ryu Soo-young         | Actor                                | -                      | 2013 - 2014 |
| Son Jin-young         | Cantante                             | -                      | 2013 - 2014 |
| Jang Hyuk             | Actor                                | -                      | 2013 - 2014 |
| Park Hyung-sik        | Cantante / Miembro de ZE:A           | 9 - 71                 | 2013 - 2014 |
| Park Gun-hyung        | Actor                                | -                      | 2014 - 2015 |
| K.Will                | Cantante                             | -                      | 2014 - 2015 |
| Henry Lau             | Cantante / Miembro de Super Junior-M | -                      | 2014 - 2015 |
| Yook Sungjae          | Cantante / Miembro de BtoB           | 77 - 88                | 2014 - 2015 |
| Kim Dong-hyun         | Artista de Artes Marciales Mixtas    | -                      | 2014 - 2015 |
| Im Hyung-joon         | Actor                                | -                      | 2014 - 2015 |
| Chun Jung-myung       | Actor                                | -                      | 2014        |
| Yoo Jun-sang          | Actor                                | -                      | 2014        |
| Moon Hee-joon         | Cantante / exmiembro de H.O.T.       | -                      | 2014        |
| Mir (Bang Cheol-yong) | Cantante / Miembro de MBLAQ          | -                      | 2013        |

### Middle-age special (segunda temporada)
| Nombre        | Ocupación                       | Episodio donde aparece | Duración |
| ------------- | ------------------------------- | ---------------------- | -------- |
| Bae Soo-bin   | Actor                           | -                      | 2016     |
| Jo Min-ki     | Actor                           | -                      | 2016     |
| Kim Min-kyo   | Actor                           | -                      | 2016     |
| Seok Joo-il   | Jugador de Baloncesto           | -                      | 2016     |
| Mino          | Cantante / Miembro de Freestyle | -                      | 2016     |
| Lee Dong-joon | Actor                           | -                      | 2016     |

### Friendly enlisting special
| Nombre        | Ocupación                  | Episodio donde aparece | Duración |
| ------------- | -------------------------- | ---------------------- | -------- |
| Jackson Wang  | Cantante / Miembro de Got7 | -                      | 2016     |
| BamBam        | Cantante / Miembro de Got7 | -                      | 2016     |
| Jo Jae-yoon   | Actor                      | -                      | 2016     |
| Ryu Seung-soo | Actor                      | -                      | 2016     |
| Woo Ji-won    | Jugador de Baloncesto      | -                      | 2016     |
| Lee Sang-ho   | Comediante                 | -                      | 2016     |
| Lee Sang-min  | Comediante                 | -                      | 2016     |

### Comedian special
| Nombre         | Ocupación  | Episodio donde aparece | Duración    |
| -------------- | ---------- | ---------------------- | ----------- |
| Kim Young-chul | Comediante | -                      | 2015 - 2016 |
| Yang Se-chan   | Comediante | -                      | 2016        |
| Yoon Jung-soo  | Comediante | -                      | 2016        |
| Moon Se-yoon   | Comediante | -                      | 2016        |
| Kim Kiri       | Comediante | -                      | 2016        |
| Lee Jin-ho     | Comediante | -                      | 2016        |
| Hwang Je-sung  | Comediante | -                      | 2016        |

### Main edition[12]
| Nombre         | Ocupación                          | Episodio donde aparece | Duración    |
| -------------- | ---------------------------------- | ---------------------- | ----------- |
| Sam Okyere     | Actor                              | -                      | 2015 - 2016 |
| Im Won-hee     | Actor                              | -                      | 2015 - 2016 |
| Jung Gyu-woon  | Actor                              | -                      | 2015 - 2016 |
| Julien Kang    | Actor                              | -                      | 2015 - 2016 |
| Don Spike      | Músico                             | -                      | 2015 - 2016 |
| DinDin         | Rapero                             | -                      | 2015 - 2016 |
| Lee Ki-woo     | Actor                              | -                      | 2015 - 2016 |
| Kim Dong-jun   | Cantante / Miembro de ZE:A         | -                      | 2015 - 2016 |
| Lee Sung-bae   | Locutor                            | -                      | 2015 - 2016 |
| Kim Seung-hyun | Jugador de Básquetbol              | -                      | 2015        |
| Kangin         | Cantante / Miembro de Super Junior | -                      | 2015        |
| Jo Youngmin    | Cantante / Miembro de Boyfriend    | -                      | 2015        |
| Jo Kwangmin    | Cantante / Miembro de Boyfriend    | -                      | 2015        |
| Baro           | Cantante / Miembro de B1A4         | -                      | 2015        |
| Lee Yi-kyung   | Actor                              | -                      | 2015        |
| Sam Kim        | Chef                               | -                      | 2015        |
| Lee Kyu-han    | Actor                              | 96-108,110-119         | 2015        |
| HighTop        | Cantante / Miembro de Bigflo       | -                      | 2015        |
| Jo Dong-hyuk   | Actor                              | -                      | 2015        |
| Han Sang-jin   | Actor                              | -                      | 2015        |
| Lee Sung-jong  | Cantante / Miembro de Infinite     | -                      | 2015        |

### Navy NCO special
| Nombre          | Ocupación   | Episodio donde aparece | Duración |
| --------------- | ----------- | ---------------------- | -------- |
| Lee Tae-sung    | Actor       | -                      | 2016     |
| Park Chan-ho    | Beisbolista | -                      | 2016     |
| Park Jae-jung   | Cantante    | -                      | 2016     |
| Julian Quintart | Actor       | -                      | 2016     |
| Kim Jung-tae    | Actor       | -                      | 2016     |
| Yang Sang-guk   | Comediante  | -                      | 2016     |

### Manly Men special
| Nombre         | Ocupación                                | Episodio donde aparece | Duración    |
| -------------- | ---------------------------------------- | ---------------------- | ----------- |
| Heo Kyung-hwan | Comediante                               | -                      | 2015 - 2016 |
| Sleepy         | Cantante / Miembro de Untouchable        | -                      | 2015 - 2016 |
| Jota           | Cantante / Miembro de Madtown            | 181 - 186              | 2016        |
| Yoon Hyung-bin | Comediante / Luchador de Artes Marciales | -                      | 2016        |
| Sung Hyuk      | Actor                                    | -                      | 2016        |
| Shim Hyung-tak | Actor                                    | -                      | 2016        |
| Lee Si-eon     | Actor                                    | -                      | 2016        |
| Kim Bo-sung    | Actor                                    | -                      | 2016        |

### Artistas invitados
El programa ha tenido a varios artistas como invitados durante los episodios, entre ellos: 
| Grupo/Artista | Episodios donde apareció | Año  |
| ------------- | ------------------------ | ---- |
| TWICE         | -                        | 2016 |
| EXID          | -                        | 2016 |
| Hani          | (narradora invitada)     | 2016 |
| GFRIEND       | -                        | 2016 |
| Jessi         | -                        | 2016 |
| Lee Chung-ah  | -                        | 2015 |
| Girl's Day    | -                        | 2015 |
| AOA           | -                        | 2014 |
| Sistar        | -                        | 2014 |
| Miss A        | -                        | 2014 |
| Rainbow       | -                        | 2014 |
| A Pink        | -                        | 2013 |

## Edición Mujeres

### Edition 1 (primera temporada)
| Nombre         | Ocupación                        | Episodio donde aparece | Duración |
| -------------- | -------------------------------- | ---------------------- | -------- |
| Ra Mi-ran      | Actriz                           | -                      | 2014     |
| Park Seung-hi  | Patinador de Velocidad           | -                      | 2014     |
| Lee Hye-ri     | Cantante / Miembro de Girl's Day | -                      | 2014     |
| Maeng Seung-ji | Comediante                       | -                      | 2014     |
| G.NA           | Cantante                         | -                      | 2014     |
| Kim So-yeon    | Actriz                           | -                      | 2014     |
| Hong Eun-hee   | Actriz                           | -                      | 2014     |

### Edition 2
| Nombre       | Ocupación                    | Episodio donde aparece | Duración |
| ------------ | ---------------------------- | ---------------------- | -------- |
| Kim Ji-young | Actriz                       | -                      | 2015     |
| Lee Ji-ae    | Presentadora                 | -                      | 2015     |
| Yoon Bo-mi   | Cantante / Miembro de A Pink | -                      | 2015     |
| Amber Liu    | Cantante / Miembro de f(x)   | -                      | 2015     |
| Lee Da-hee   | Actriz                       | -                      | 2015     |
| Kang Ye-won  | Actriz                       | -                      | 2015     |
| Ahn Young-mi | Comediante                   | -                      | 2015     |
| Park Ha-sun  | Actriz                       | -                      | 2015     |

### Edition 3 (segunda temporada)[37]
| Nombre        | Ocupación                  | Episodio donde aparece | Duración |
| ------------- | -------------------------- | ---------------------- | -------- |
| Park Gyu-ri   | Cantante / Miembro de Kara | -                      | 2015     |
| Yoojin        | Cantante / Miembro de CLC  | -                      | 2015     |
| Jessi         | Rapera                     | -                      | 2015     |
| Yoo Sun       | Actriz                     | -                      | 2015     |
| Han Chae-ah   | Actriz                     | -                      | 2015     |
| Shin So-yul   | Actriz                     | -                      | 2015     |
| Han Groo      | Actriz                     | -                      | 2015     |
| Jeon Mi-ra    | Jugadora de Tenis          | -                      | 2015     |
| Sayuri Fujita | Personalidad de Televisión | -                      | 2015     |
| Kim Hyun-sook | Actriz                     | -                      | 2015     |

### Edition 4
| Nombre         | Ocupación                          | Episodio donde aparece | Duración |
| -------------- | ---------------------------------- | ---------------------- | -------- |
| Dahyun         | Cantante / Miembro de TWICE        | 146 - 153              | 2016     |
| Nana           | Cantante / Miembro de After School | 146 - 153              | 2016     |
| Jun Hyo-seong  | Cantante / Miembro de Secret       | 146 - 153              | 2016     |
| Cao Lu         | Cantante                           | 146 - 153              | 2016     |
| Kim Sung-eun   | Actriz                             | 146 - 153              | 2016     |
| Kim Young-hee  | Comediante                         | 146 - 153              | 2016     |
| Lee Chae-young | Actriz                             | 146 - 153              | 2016     |
| Gong Hyun-joo  | Actriz                             | 146 - 153              | 2016     |

### Navy NCO special
| Nombre       | Ocupación                     | Episodio donde aparece | Duración |
| ------------ | ----------------------------- | ---------------------- | -------- |
| Seo In-young | Cantante                      | -                      | 2016     |
| Lee Si-young | Actriz                        | -                      | 2016     |
| Sol Bi       | Cantante                      | -                      | 2016     |
| Seo Ji-soo   | Cantante / Miembro de Lovelyz | -                      | 2016     |

### Artistas invitados
| Grupo          | Ocupación | Temporada            | Episodios donde apareció | Año  |
| -------------- | --------- | -------------------- | ------------------------ | ---- |
| Lee Sang-yeob  | Actor     | Edition 4 (narrador) | 146 - 153                | 2016 |
| Yeo Jin-goo    | Actor     | (narrador)           | -                        | 2015 |
| Yoon Jong-shin | Cantautor | (narrador)           | -                        | 2015 |

## Real Men 300
La tercera temporada será estrenada en septiembre del 2018.

## Episodios

### Primera temporada (hombres)
- Main edition

### Segunda temporada (hombres)
- Main edition
- Navy NCO special
- Manly Men special
- Middle-age special
- Friendly enlisting special
- Comedian special

### Primera temporada (mujeres)
- Edition 1
- Edition 2

### Segunda temporada (mujeres)
- Edition 3
- Edition 4
- Navy NCO special

## Premios y nominaciones
| Año  | Categoría                                    | Premio                       | Nominado (a)                         | Resultado |
| ---- | -------------------------------------------- | ---------------------------- | ------------------------------------ | --------- |
| 2016 | Male Rookie Award in Variety Show            | 16th MBC Entertainment Award | Park Chan-ho                         | Ganó      |
| 2016 | Male Rookie Award in Variety Show            | 16th MBC Entertainment Award | Jackson Wang                         | Nominado  |
| 2016 | Male Rookie Award in Variety Show            | 16th MBC Entertainment Award | Lee Si-eon                           | Nominado  |
| 2016 | Female Rookie Award in Variety Show          | 16th MBC Entertainment Award | Lee Si-young                         | Ganó      |
| 2016 | Male Excellence Award in Variety Show        | 16th MBC Entertainment Award | Heo Kyung-hwan                       | Ganó      |
| 2016 | Top Female Excellence Award in Variety Show  | 16th MBC Entertainment Award | Seo In-young                         | Nominada  |
| 2016 | Scriptwriter of the Year                     | 16th MBC Entertainment Award | Lee Hae-young                        | Ganó      |
| 2016 | Best Male Variety Performer                  | 52nd Baeksang Arts Award     | Kim Young-chul                       | Nominado  |
| 2015 | Grand Prize (Daesang)                        | MBC Entertainment Award      | Kim Young-chul                       | Nominado  |
| 2015 | Top Male Excellence Award - Variety Show     | MBC Entertainment Award      | Kim Young-chul                       | Ganó      |
| 2015 | Top Male Excellence Award - Variety Show     | MBC Entertainment Award      | Im Won-hee                           | Nominado  |
| 2015 | People's Choice - Best Entertainment Program | MBC Entertainment Award      | Real Men Season 2                    | Nominado  |
| 2015 | Top Female Excellence Award - Variety Show   | MBC Entertainment Award      | Han Chae-ah                          | Ganó      |
| 2015 | Top Female Excellence Award - Variety Show   | MBC Entertainment Award      | Lee Da-hee                           | Nominada  |
| 2015 | Top Female Excellence Award - Variety Show   | MBC Entertainment Award      | Ahn Young-mi                         | Nominada  |
| 2015 | Top Female Excellence Award - Variety Show   | MBC Entertainment Award      | Kang Ye-won                          | Nominado  |
| 2015 | Popularity Award - Variety Show              | MBC Entertainment Award      | Kang Ye-won                          | Ganó      |
| 2015 | Male Excellence Award - Variety Show         | MBC Entertainment Award      | Jung Gyu-woon                        | Ganó      |
| 2015 | Female Excellence Award - Variety Show       | MBC Entertainment Award      | Kim Hyun-sook                        | Ganó      |
| 2015 | Female Excellence Award - Variety Show       | MBC Entertainment Award      | Sayuri Fujita                        | Nominada  |
| 2015 | Female Excellence Award - Variety Show       | MBC Entertainment Award      | Jeon Mi-ra                           | Nominada  |
| 2015 | Special Award                                | MBC Entertainment Award      | Jeon Mi-ra                           | Ganó      |
| 2015 | Best Couple Award                            | MBC Entertainment Award      | Kim Young-chul y Jung Gyu-woon       | Nominados |
| 2015 | Best Teamwork Award                          | MBC Entertainment Award      | Real Men Season 2 - Female Edition 3 | Ganó      |
| 2015 | Best Male Newcomer                           | MBC Entertainment Award      | Sleepy                               | Ganó      |
| 2015 | Best Female Newcomer                         | MBC Entertainment Award      | Amber Liu                            | Ganó      |
| 2015 | Best Female Newcomer                         | 51st Baeksang Arts Award     | Jessi                                | Nominada  |
| 2015 | Best Female Variety Performer                | MBC Entertainment Award      | Ahn Young-mi                         | Nominada  |
| 2014 | Best Female Newcomer                         | MBC Entertainment Award      | Lee Hye-ri                           | Ganó      |
| 2014 | Excellence Award                             | MBC Entertainment Award      | Ra Mi-ran                            | Ganó      |
| 2014 | Special Award                                | MBC Entertainment Award      | Hong Eun-hee                         | Ganó      |
| 2014 | New Star Award                               | MBC Entertainment Award      | Im Hyung-joon                        | Ganó      |
| 2014 | Star of the Year                             | MBC Entertainment Award      | Son Jin-young                        | Ganó      |
| 2014 | Star of the Year                             | MBC Entertainment Award      | Ryu Soo-young                        | Ganó      |
| 2014 | Best Male Newcomer                           | MBC Entertainment Award      | Henry Lau                            | Ganó      |
| 2014 | Grand Prize (Daesang)                        | MBC Entertainment Award      | Kim Su-ro                            | Nominado  |
| 2014 | Top Excellence Award                         | MBC Entertainment Award      | Kim Su-ro                            | Nominado  |
| 2014 | Friendship Award                             | MBC Entertainment Award      | Kim Su-ro                            | Ganó      |
| 2014 | Friendship Award                             | MBC Entertainment Award      | Sam Hammington                       | Ganó      |
| 2014 | Friendship Award                             | MBC Entertainment Award      | Seo Kyung-seok                       | Ganó      |
| 2014 | Popularity Award – MC                        | MBC Entertainment Award      | Seo Kyung-seok                       | Ganó      |
| 2014 | Top Excellence Award                         | MBC Entertainment Award      | Seo Kyung-seok                       | Ganó      |
| 2014 | Excellence Award                             | MBC Entertainment Award      | Seo Kyung-seok                       | Ganó      |
| 2014 | Excellence Award                             | MBC Entertainment Award      | Park Gun-hyung                       | Ganó      |
| 2013 | Best Male Newcomer                           | MBC Entertainment Award      | Park Hyung-sik                       | Ganó      |
| 2013 | Excellence Award                             | MBC Entertainment Award      | Kim Su-ro                            | Nominado  |
| 2013 | Top Excellence Award                         | MBC Entertainment Award      | Kim Su-ro                            | Ganó      |
| 2013 | Star of the Year                             | MBC Entertainment Award      | Son Jin-young                        | Ganó      |
| 2013 | Star of the Year                             | MBC Entertainment Award      | Ryu Soo-young                        | Ganó      |
| 2013 | Popularity Award                             | MBC Entertainment Award      | Jang Hyuk                            | Ganó      |
| 2013 | Not Great at Much Award                      | MBC Entertainment Award      | Sam Hammington                       | Ganó      |
| 2013 | Best Male Newcomer                           | MBC Entertainment Award      | Sam Hammington                       | Ganó      |
| 2013 | PD Award                                     | MBC Entertainment Award      | Seo Kyung-seok                       | Ganó      |
| 2013 | Popularity Award – MC                        | MBC Entertainment Award      | Seo Kyung-seok                       | Ganó      |
| 2013 | Scriptwriter Award                           | MBC Entertainment Award      | Shin Myung-ji                        | Ganó      |

## Producción
En 2013 se estrenó el programa a través de Munhwa Broadcasting Corporation como un nuevo segmento de "Sunday Night", obteniendo una tasa de audiencia del 7,8 por ciento durante su primer episodio emitido el domingo.
El elenco original del programa estuvo conformado por Kim Su-ro, Mir, Ryu Soo-young, Sam Hammington, Seo Kyung-suk y Son Jin-young. Posteriormente Jang Hyuk y Park Hyung-sik se unieron al elenco. En junio del 2013 Mir dejó el programa y en febrero del 2014 lo hicieron Ryu Soo-young, Son Jin-young y Jang Hyuk, siendo reemplazados por Chun Jung-myung, Park Gun-hyung, K.Will y Henry Lau.
Los miembros que se unen al programa siguen la vida militar y realizan ejercicios que el ejército hace, bajo la supervisión de militares (entre ellos el sargento Kim Hyun Gyu al que apodaron "Honey Voice").  
Durante algunos episodios del programa aparecen familiares, parejas, amigos y otras celebridades que observan, narran o interpretan canciones.